# Раковка (Приморский край)
Рако́вка — село в Уссурийском городском округе Приморского края.
Село является административным центром Раковской территории, включающей сёла Глуховку и Боголюбовку.

## География
Село стоит на берегу реки Раковка (приток Комаровки).
Дорога к селу Раковка идёт на восток от «железнодорожной слободки» Уссурийска (улица Раковская) через село Глуховка. Расстояние до Уссурийска около 33 км.
На север от села Раковка дорога идёт к селу Боголюбовка Уссурийского городского округа и к сёлам Даниловка и Осиновка Михайловского района. В селе Осиновка — выход на трассу «Осиновка — Рудная Пристань».

## История
Первые поселения на месте Раковки появились в 1883 году, и этот год считается официальной датой основания.
В 2015 единственная школа получила звание "100 лучших школ России"
С 1894 года в селе имеется церковь.
Была разрушена.
С 2015 был открыт поклонный крест.
Массовое заселение Раковки началось в 1899 году.

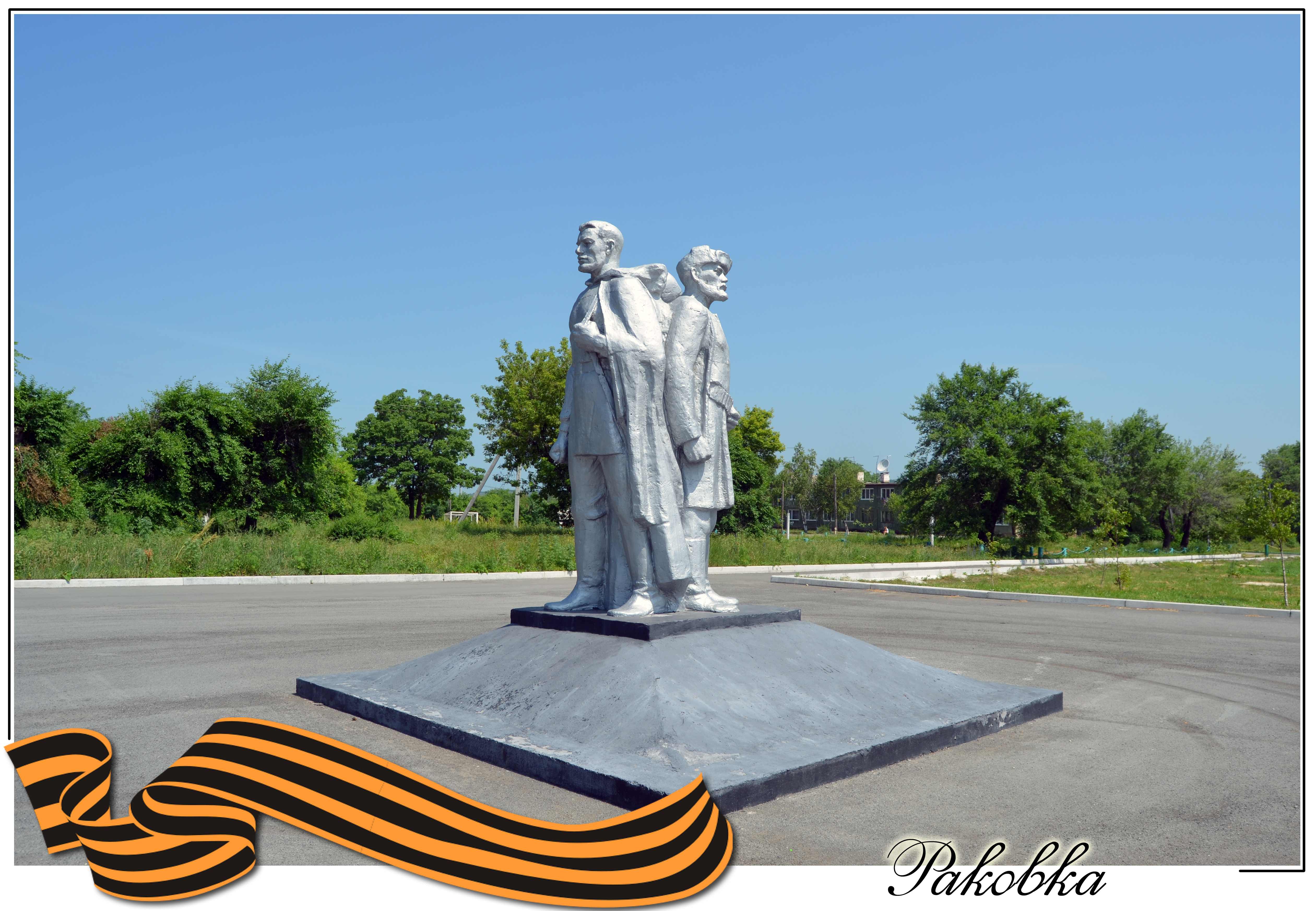
Памятник односельчанам, погибшим в годы гражданской войны 1918-1922.

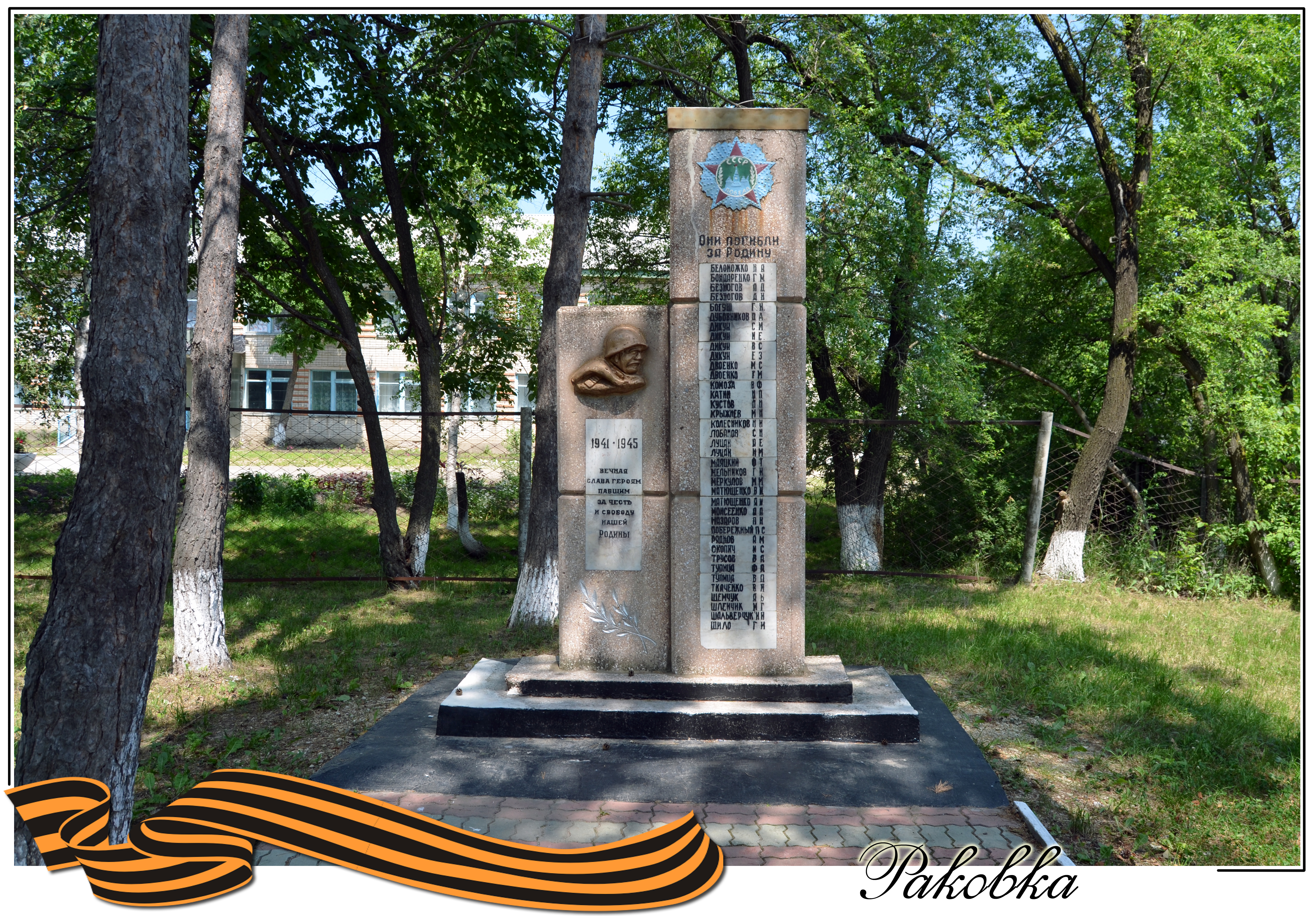
Памятник односельчанам, погибшим в годы Великой Отечественной войны 1941-1945.

## Население
| 1897 | 1900 | 1912 | 2002  | 2010  | 2021  |
| ---- | ---- | ---- | ----- | ----- | ----- |
| 755  | ↗785 | ↗950 | ↗1134 | ↗1203 | ↗1246 |

## Инфраструктура
- Сельскохозяйственные предприятия Уссурийского городского округа.